# Siergiej Afanasjew (polityk)
Siergiej Aleksandrowicz Afanasjew, ros. Сергей Александрович Афанасьев (ur. 30 sierpnia 1918 w Klinie, zm. 13 maja 2001 w Moskwie) – radziecki polityk i działacz państwowy, dwukrotny Bohater Pracy Socjalistycznej (1975 i 1978).
Skończył 10 klas szkoły w Klinie, pracował w fabryce samochodów im. Stalina w Moskwie, 1941 ukończył Moskiewską Wyższą Szkołę Techniczną. Pracował w zakładzie artyleryjskim w mieście Podlipki (obecnie Korolow) w obwodzie moskiewskim, po ewakuacji zakładu w październiku 1941 w mieście Mołotow (obecnie Perm) jako inżynier konstruktor, szef działu technicznego, zastępca kierownika warsztatu i zastępca głównego mechanika. Od 1946 pracownik aparatu Departamentu Technicznego Ministerstwa Uzbrojenia ZSRR, starszy inżynier, od 1948 szef działu, od 1950 zastępca szefa departamentu, od 1957 zastępca przewodniczącego, od 1958 I zastępca przewodniczącego i wkrótce przewodniczący Leningradzkiego Sownarchozu. 1961-1965 przewodniczący Sownarchozu RFSRR - zastępca przewodniczącego Rady Ministrów RFSRR. Był ministrem generalnej budowy maszyn ZSRR (marzec 1965 - 1983), ministrem transportu ciężkiego i inżynierii transportowej ZSRR (kwiecień 1983 - lipiec 1987).
Poseł do Rady Związku Rady Najwyższej ZSRR 6-11 kadencji z obwodu swierdłowskiego. Pochowany na Cmentarzu Nowodziewiczym.

## Nagrody i odznaczenia
- Medal Sierp i Młot Bohatera Pracy Socjalistycznej (dwukrotnie - 14 lutego 1975 i 29 sierpnia 1978)
- Nagroda Państwowa ZSRR (1977)
- Nagroda Leninowska (1973)
- Nagroda Stalinowska II stopnia (1952)
- Order „Za zasługi dla Ojczyzny” III stopnia (26 sierpnia 1996)
- Order Czerwonej Gwiazdy (28 czerwca 1945)
- Order Lenina (siedmiokrotnie - 25 lipca 1958, 17 czerwca 1961, 26 lipca 1966, 29 sierpnia 1968, 25 października 1971, 14 lutego 1975 i 30 sierpnia 1978)
- Order Rewolucji Październikowej (5 listopada 1982)
- Order Czerwonego Sztandaru Pracy (dwukrotnie - 20 kwietnia 1956 i 30 sierpnia 1983)
- Order „Za zasługi” II klasy (Ukraina, 1998)[2]
- medale[1].